# رالی ایتالیا ساردینیا ۲۰۲۴
رالی ایتالیا ساردینیا ۲۰۲۴ (همچنین با عنوان رالی دی
ساردیندی ۲۰۲۴ شناخته می‌شود) یک رویداد اتومبیل‌رانی برای اتومبیل‌های رالی بود که طی چهار روز از ۳۰ مه تا ۲ ژوئن ۲۰۲۴ برگزار شد. این مسابقه بیست و یکمین دوره مسابقات رالی ایتالیا ساردینیا بود. ششمین دور از مسابقات رالی قهرمانی جهان ۲۰۲۴، مسابقات قهرمانی رالی جهان ۲ و قهرمانی رالی جهان ۳ این رویداد همچنین سومین دور از سری مسابقات رالی قهرمانی جوانان جهان در سال ۲۰۲۴ نیز بود. رویداد ۲۰۲۴ در البیا در استان ساساری برگزار شد که از شانزده مرحله ویژه (استیج) تشکیل می‌شد که مسافتی کلی ۲۶۶٫۱۲ کیلومتر (۱۶۵٫۳۶ مایل) را رانندگان طی می‌کردند.